# Ostbahn
|  |  |  |

|  |  |  |

|  |  |  |

|  |  |  |

|  |  |  |

| 101,830 |
| 1,830   |

|  |  |  |

|  |  |  |

|  |  |  |

|  |  |  |

|  |  |  |

|  |  |  |

|  |  |  |

|  |  |  |

|  |  |  |

|  |  |  |

|  |  |  |

|  |  |  |

|  |  |  |

|  |  |  |

|  |  |  |

|  |  |  |

|  |  |  |

|  |  |  |

|  |  |  |

|  |  |  |

|  |  |  |

|  |  |  |

|  |  |  |

|  |  |  |

|  |  |  |

|  |  |  |

|  |  |  |

|  |  |  |

|  |  |  |

|  |  |  |

|  |  |  |

|  |  |  |

|  |  |  |

|  |  |  |

|  |  |  |

|  |  |  |

|  |  |  |

|  |  |  |

|  |  |  |

|  |  |  |

|  |  |  |

|  |  |  |

|  |  |  |

|  |  |  |

|  |  |  |

|  |  |  |

|  |  |  |

|  |  |  |

|  |  |  |

|  |  |  |

|  |  |  |

|  |  |  |

|  |  |  |

|  |  |  |

|  |  |  |

|  |  |  |

|  |  |  |

|  |  |  |

| 39,724 |
| -0,667 |

|  |  |  |

|  |  |  |

|  |  |  |

|  |  |  |

| 49,250 |
| 0,000  |

|  |  |  |

|  |  |  |

|  |  |  |

|  |  |  |

|  |  |  |

|  |  |  |

|  |  |  |

|  |  |  |

|  |  |  |

|  |  |  |

| 22,429 |
| 1,763  |

|  |  |  |

|  |  |  |

| 0,000  |
| 18,531 |

|  |  |  |

|  |  |  |

|  |  |  |

|  |  |  |

|  |  |  |

|  |  |  |

|  |  |  |

|  |  |  |

| 67,418  |
| 192,700 |

|  |  |  |

|  |  |  |

|  |  |  |

|  |  |  |

|  |  |  |

|  |  |  |

| 101,830 |
| 1,830   |

|  |  |  |

|  |  |  |

|  |  |  |

|  |  |  |

|  |  |  |

|  |  |  |

|  |  |  |

|  |  |  |

|  |  |  |

|  |  |  |

|  |  |  |

|  |  |  |

|  |  |  |

|  |  |  |

|  |  |  |

|  |  |  |

|  |  |  |

|  |  |  |

|  |  |  |

|  |  |  |

|  |  |  |

|  |  |  |

|  |  |  |

|  |  |  |

|  |  |  |

|  |  |  |

|  |  |  |

|  |  |  |

|  |  |  |

|  |  |  |

|  |  |  |

|  |  |  |

|  |  |  |

|  |  |  |

|  |  |  |

|  |  |  |

|  |  |  |

|  |  |  |

|  |  |  |

|  |  |  |

|  |  |  |

|  |  |  |

|  |  |  |

|  |  |  |

|  |  |  |

|  |  |  |

|  |  |  |

|  |  |  |

|  |  |  |

|  |  |  |

|  |  |  |

|  |  |  |

|  |  |  |

|  |  |  |

|  |  |  |

|  |  |  |

|  |  |  |

|  |  |  |

| 39,724 |
| -0,667 |

|  |  |  |

|  |  |  |

|  |  |  |

|  |  |  |

| 49,250 |
| 0,000  |

|  |  |  |

|  |  |  |

|  |  |  |

|  |  |  |

|  |  |  |

|  |  |  |

|  |  |  |

|  |  |  |

|  |  |  |

|  |  |  |

| 22,429 |
| 1,763  |

|  |  |  |

|  |  |  |

| 0,000  |
| 18,531 |

|  |  |  |

|  |  |  |

|  |  |  |

|  |  |  |

|  |  |  |

|  |  |  |

|  |  |  |

|  |  |  |

| 67,418  |
| 192,700 |

|  |  |  |

Az Ostbahn (korábbi nevén Wien-Raaber Bahn (WRB), Bécs-Győr Vasút) egy vasúti vonalcsoport Ausztriában, Bécs és Hegyeshalom, illetve Pozsony között. A Dunától délre Magyarország felé a Párizs–München–Bécs–Budapest–Bukarest, valamint a Belgrád–Szófia–Isztambul európai vasúti fővonalhálózat része. Ebből a fővonalból Bécsben szárnyvonalak ágaznak el: a Laaer Ostbahn észak felé és a Marchegger Ostbahn a Dunától északra kelet felé.

## Története

### Építése
A csak korlátozottan hajózható Duna kínálta közlekedési lehetőség bővítésére báró Georg Simon von Sina vállalkozó megbízta Mathias von Schönerer mérnök-szakértőt egy vasútvonal megtervezésével Bécstől Schwechat–on és Bruck an der Leitha-n át (itt volt 1921-ig a magyar-osztrák határ) Győrig, egy leágazással az 1918-ig magyar Pozsony felé. Ezen kívül terveztek egy további vonalat Bécsből Bécsújhelyen és Sopronon keresztül Győrig. 1836-ban Sina benyújtotta ezeket az előzetes terveket a cs. kir. kormányzatnak engedélyezésre.
1838. január 2-án Sina előzetes engedélyt kapott a tervezett vasútvonalra, de nem kizárólagos joggal. Ezután következett 1838. március 20-án a Wien-Raaber Eisenbahn-Gesellschaft /Bécs-Győr Vasúttársaság) megalapítása 12,5 millió osztrák értékű forint részvénytőkével, melyből 8,5 millió Sina kezében volt. Az eredetileg javasolt Kaiser–Ferdinand–Südbahn elnevezést a kormány elutasította (1837-ben már létezett a Kaiser-Ferdinand-Nordbahn).
A déli pálya építése gyorsan haladt Bécstől kezdődően Bruck an der Leitha felé és csak 1840-ben lassult le. Ennek oka, hogy 1839-ben elkészültek a későbbi Magyar Középponti Vasútnak egy konkurens vasútvonal tervei Pest-Pozsony között leágazással az alsó Ausztriai Gänserndorf–ig csatlakozással a meglévő Nordbahnhoz. Ennek a projektnek a kezdeményezője a bankár Salomon Rothschild volt, Sina egyik riválisa. Bár az Ostbahn 15 km-es szakasza már elkészült Sina 1842-ben leállt, mert a konkurencia felbukkanásával eltűnni látta a remélt hozamot, és kérvényezte az államtól annak leállítását. A kormány ezt visszautasította és saját költségén folytatta a pálya építését. Visszavonta Sinatól a Magyarország felé épülő vasútra szóló koncessziót és helyette saját részvénytársaságát bízta meg Südbahnprojektként az építkezés folytatásával és átnevezte Wien-Gloggnitzer Eisenbahn-Gesellschaft-ra.
Mivel a Magyar Középponti Vasút már ugyan üzemelt, de a menetrendszerű forgalom még nem indult meg, Sina 1844-ben ismét megkérte a koncessziót. 1844 február 4-én megkapta az új koncessziót a Bécs-Bruck an der Leitha vonalra, továbbá a Bécsújhely-Katzelsdorf vonal építésére. 1845-ben megkezdték a pálya továbbépítését Bruck an der Leitha felé és 1846. szeptember 12-én megnyitották a vonalat.
Mivel 1853-ban a Wien–Gloggnitz, Mödling–Laxenburg és a Wiener Neustadt–Katzelsdor vasutakat a k.k. südliche Staatsbahn vette át, a vasút neve ismét Wien-Raaber Eisenbahn-Gesellschaft lett.

## Az Ostbahn

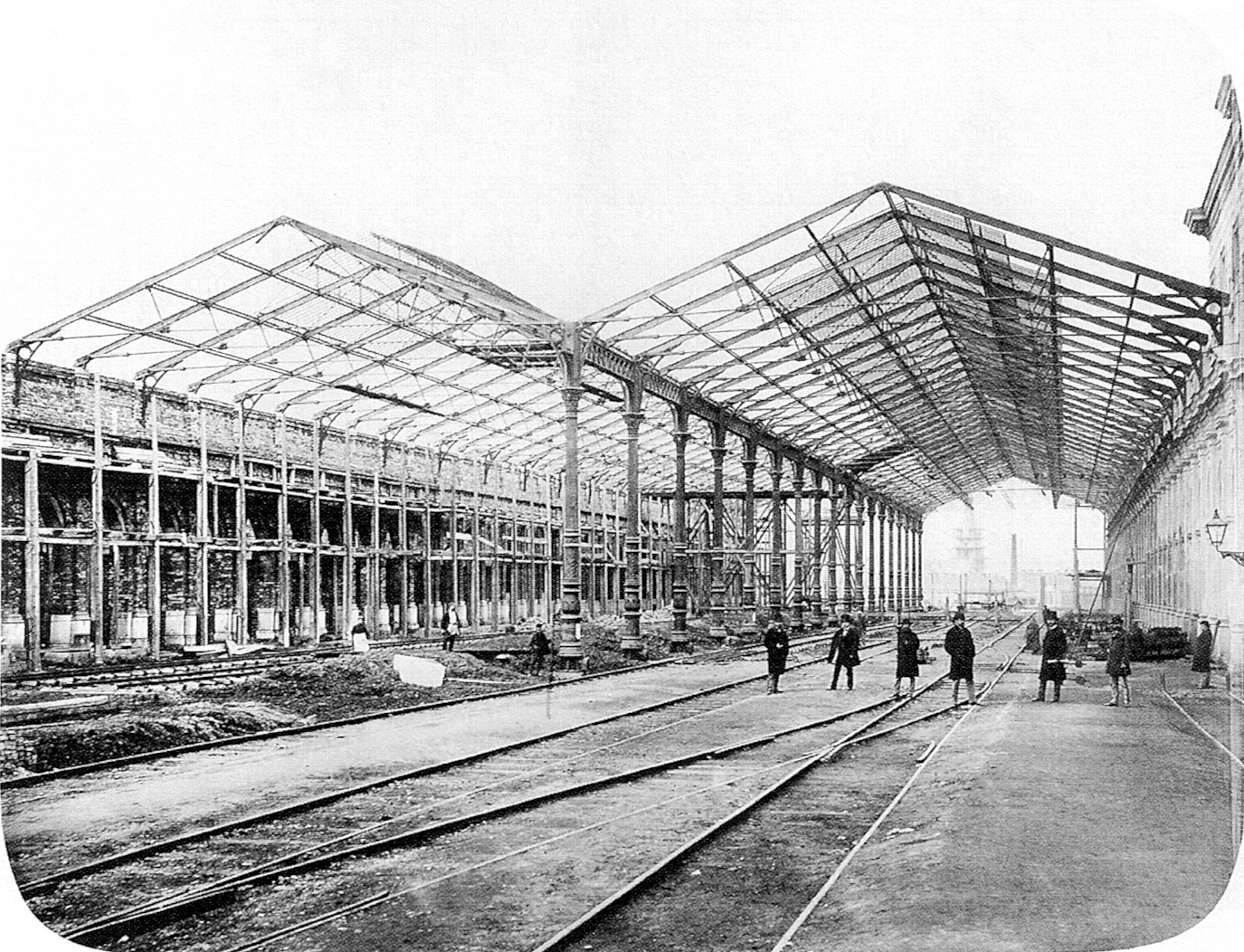
Folyik az Állami Pályaudvar indulási csarnokának építése (1913-tól: Ostbahnhof) 1870 március 17

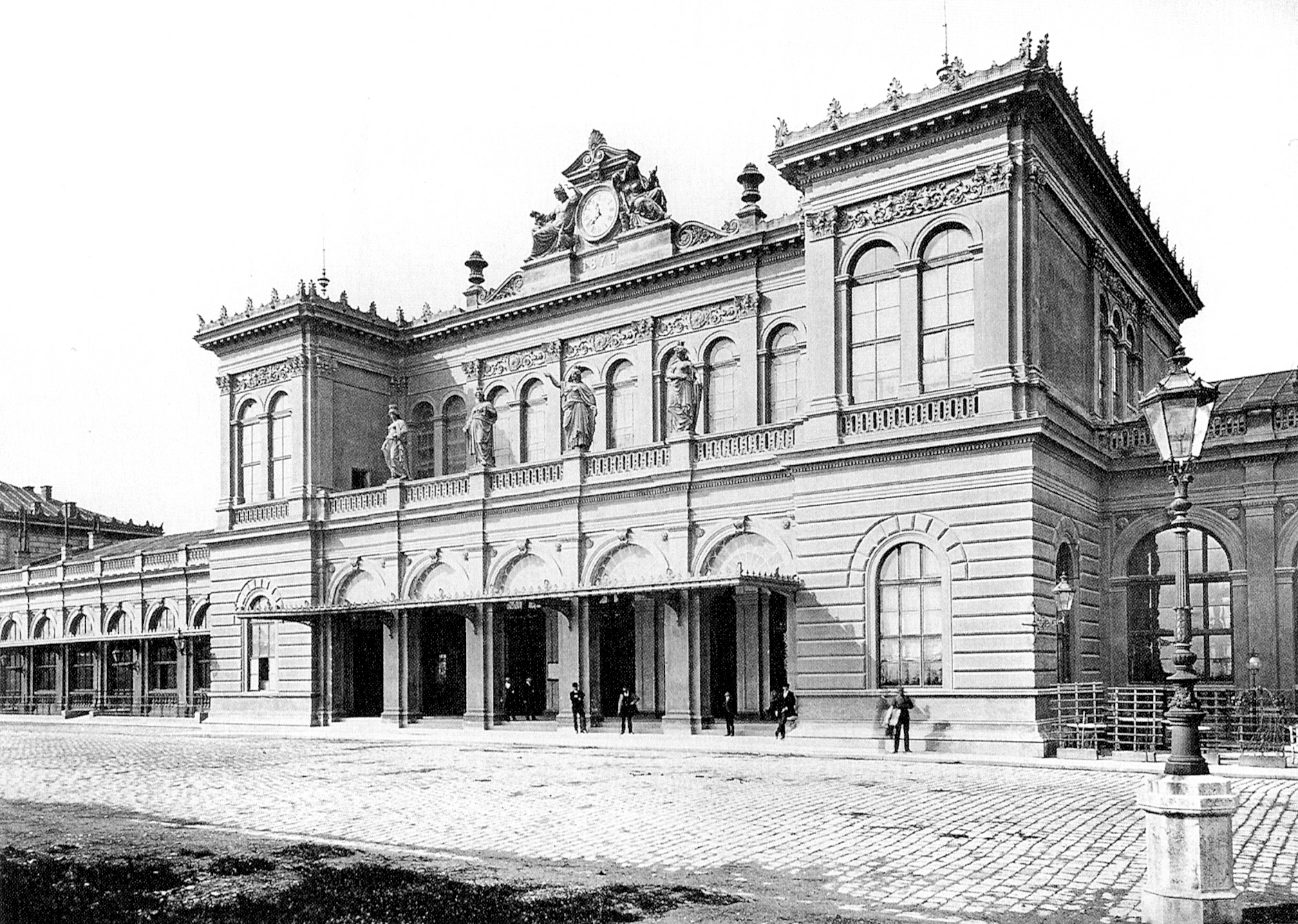
A Staatsbahnhof látképe 1880-ban

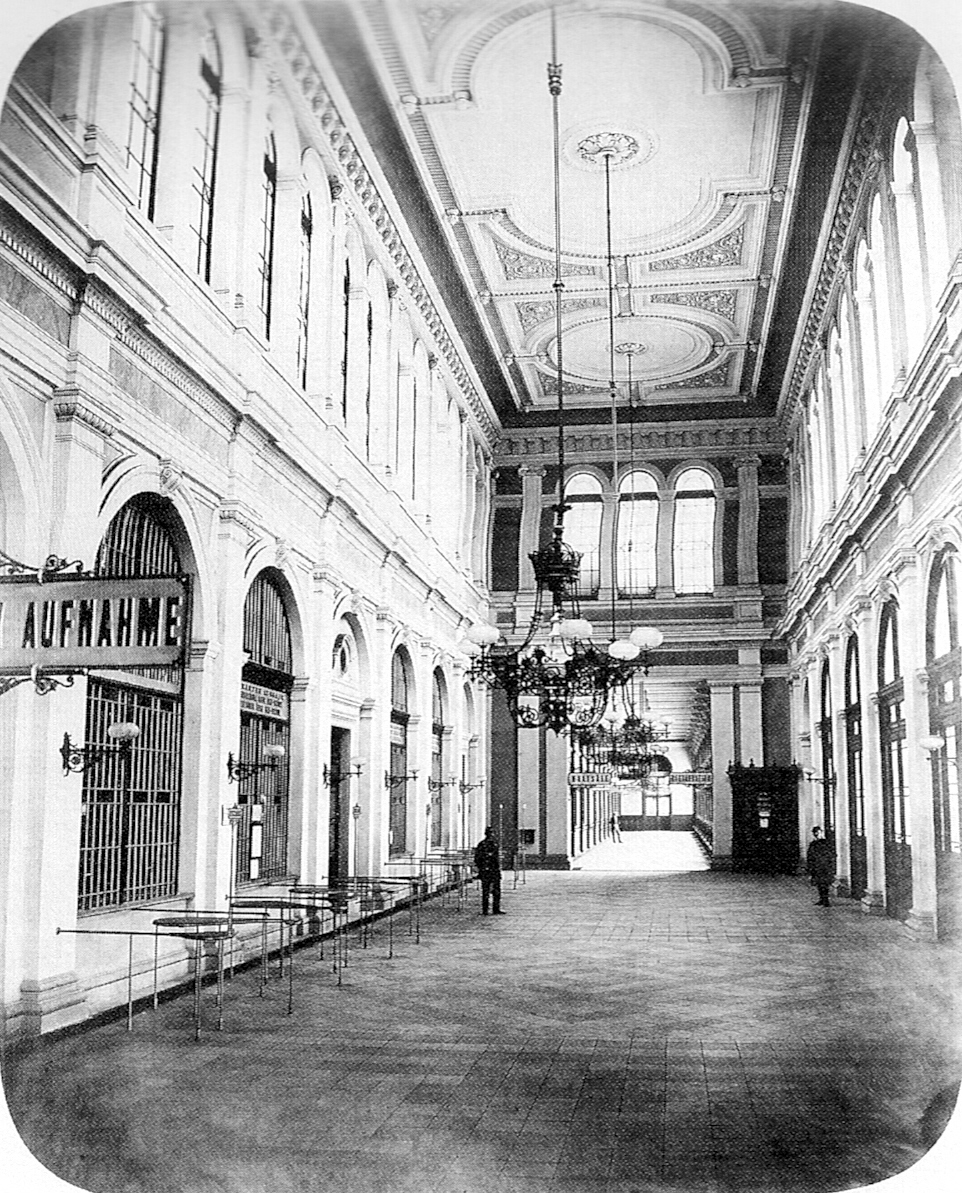
A Staatsbahnhof pénztárcsarnoka 1873-ban

A vasút a bécsi Raaber Bahnhof-tól indul (egy jobbkanyarral két épület között ) közvetlenül Gloggnitzer Bahnhof mellett. 1870-től a Raaber Bahnhof-ot előbb Staatsbahnhof-nak, 1913–tól Ostbahnhof-nak nevezik. Amikorra a Gloggnitzer Bahnhof elkészült és régi Südbahnhofnak nevezték. A második világháborús károk után mindkét állomás átépítésre került ugyanabba az épületbe Südbahnhof néven, (melynek igazi jelentősége mindkét vasút esetében 1945-1990 között volt).

## Az Államvasút-Társaság (Staats-Eisenbahn-Gesellschaft, StEG)
1855-ben a WRB egyesült a ÁVT-vel (mely nevével ellentétben egy magántársaság volt). Ez volt az „északi vonal” Stadlau-n és Marchegg-en át Pozsonyba (Pressburg, ma Bratislava) a (Marchegger Ostbahn) továbbá Mistelbach és Laa an der Thaya át Brünn-ig (Laaer Ostbahn) (1945-ben Laa-nál az államhatárnál elvágták). A régi elnevezés tovább él a helyi nevekben, mint pl. Staatsbahnstraße Laa an der Thaya-ban.

## Az Orient express
Az osztrák Ostban közlekedtette a mára már legendás Orient Expresszt. Az első világháború előtt, a két világháború közötti időszakban 1938-ig, 1945-től 1951-ig, ezek Bécsből a Marchegger Ostbahnon Pozsonyba, ahol a pálya a Duna északi partján Budapestig folytatódik. 1951-től a luxusvonat a korábbi Raaber Bahn pályán közlekedett, amin már korábban 1938-tól egészen a II. világháború kitöréséig használt. Ekkor már nem érintette Pozsonyt, hanem Bruck an der Leitha-n keresztül jobb oldalon, a Duna déli partján jutott el Budapestig, ami eggyel csökkentette az időigényes határátkelők számát.

## Mozdonyok
A Wien-Raaber-Bahn létesített egy saját mozdonygyárat, a későbbi ÁVT mozdonygyár, amely az első osztrák mozdonygyár volt. A gyár John Haswell vezetésével tervezte és szállította a WRB legtöbb mozdonyát. Ezek számítanak a legrégebbi eredetű mozdonyoknak Ausztriában.
- Philadelphia
- Laxenburg és Baden
- Dornau - Neustadt
- Wien II - Altmannsdorf
- Weilburg, Brandhof és Liesing
- Ödenburg - Semmering
- Höllenthal - Neunkirchen
- Schottwien - Thalhof
- Brunn és Gumpoldskirchen
- Adlitzgraben és Kaiserbrunn
- Bruck - Schwechat
- Fahrafeld - Felixdorf
- Esterház - Liesing
- Stixenstein - Kranichberg
- Wien-Raab - Neusiedler See

## Fordítás
- Ez a szócikk részben vagy egészben  az   Ostbahn (Österreich) című német Wikipédia-szócikk fordításán alapul.  Az eredeti cikk szerkesztőit annak laptörténete sorolja fel. Ez a jelzés csupán a megfogalmazás eredetét és a szerzői jogokat jelzi, nem szolgál a cikkben szereplő információk forrásmegjelöléseként. - Az eredeti szócikk forrásai szintén ott találhatóak.